# Abraeus granulum
Abraeus granulum är en skalbaggsart som beskrevs av Wilhelm Ferdinand Erichson 1839. Abraeus granulum ingår i släktet Abraeus och familjen stumpbaggar. Enligt den svenska rödlistan är arten sårbar i Sverige. Arten förekommer i Götaland, Gotland, Öland och Svealand. Artens livsmiljö är skogslandskap, jordbrukslandskap. Inga underarter finns listade i Catalogue of Life.